# Samary (Kowel)
Samary (ukrainisch Самари; russisch Самары Samary, polnisch Samary) ist ein Dorf in der Westukraine in der Oblast Wolyn, Rajon Kowel etwa 23 Kilometer nordöstlich des ehemaligen Rajonshauptortes Ratne und 134 Kilometer nördlich der Oblasthauptstadt Luzk am Luka-See gelegen.

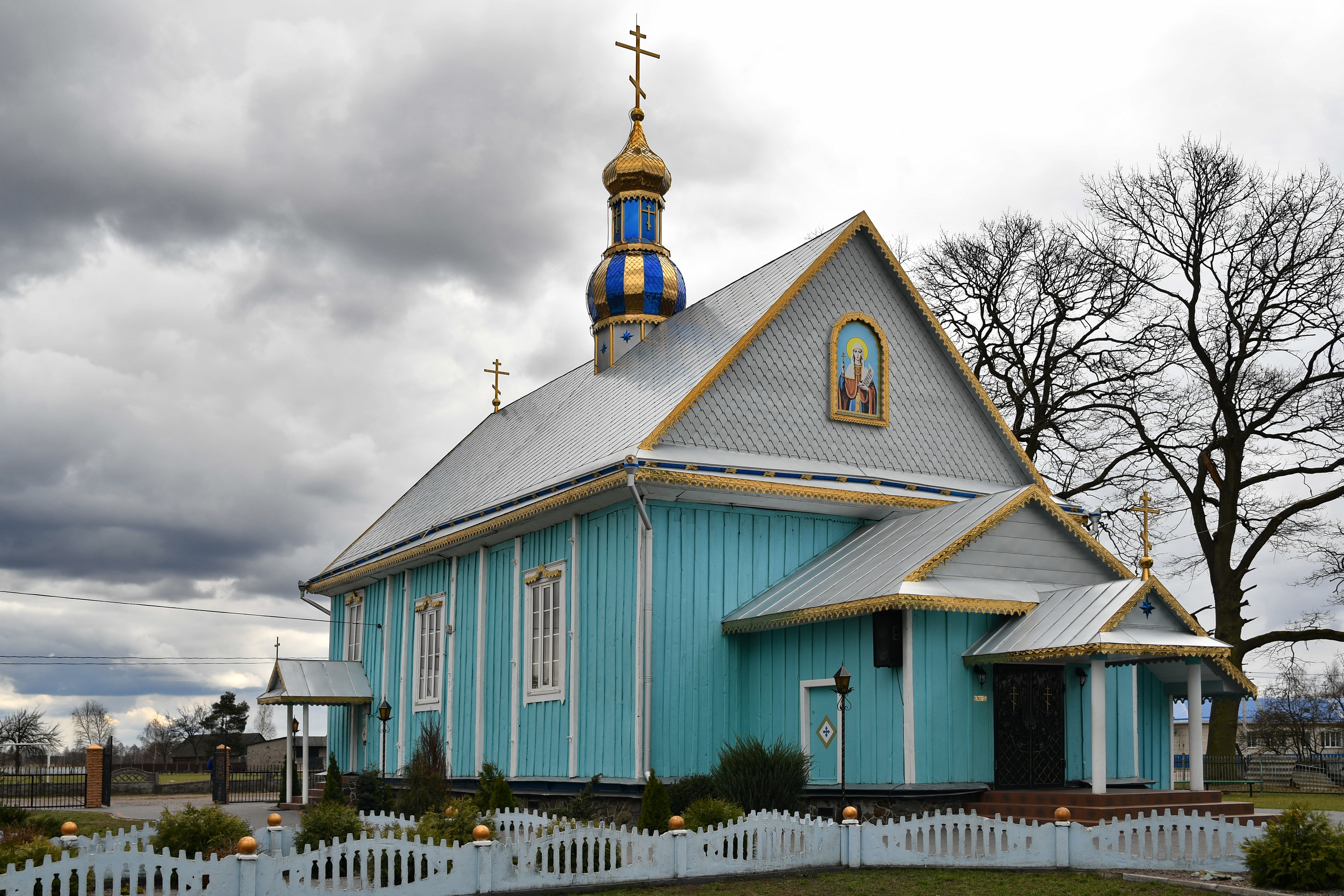
Kirche im Ort

## Geschichte
Der Ort wurde im 16. Jahrhundert begründet und gehörte bis 1793 in der Woiwodschaft Brześć Litewski zur Adelsrepublik Polen-Litauen. Mit den Teilungen Polens fiel der Ort an das Russische Reich und lag bis zum Ende des Ersten Weltkriegs im Gouvernement Wolhynien.
Nach dem Ersten Weltkrieg kam der Ort zu Polen (in die Woiwodschaft Polesien, Powiat Kobryń, Gmina Lelików), im Zweiten Weltkrieg wurde er zwischen 1939 und 1941 von der Sowjetunion besetzt. Nach dem Überfall auf die Sowjetunion im Juni 1941 wurde er dann bis 1944 von Deutschland besetzt, dies gliederte den Ort in das Reichskommissariat Ukraine in den Generalbezirk Brest-Litowsk/Wolhynien-Podolien, Kreisgebiet Kobryn.
Nach dem Krieg wurde der Ort der Sowjetunion zugeschlagen. Dort kam das Dorf zur Ukrainischen SSR und seit 1991 ist es ein Teil der heutigen Ukraine.

## Verwaltungsgliederung
Am 9. Oktober 2016 wurde das Dorf zum Zentrum der neugegründeten Landgemeinde Samary (ukrainisch Самарівська сільська громада/Samariwska silska hromada). Zu dieser zählten auch noch die 18 in der untenstehenden Tabelle aufgelisteten Dörfer, bis dahin bildete das Dorf zusammen mit den Dörfern Borowucha, Holowyschtsche, Jasawni, Kosowata, Pidjasiwni, Sanywske und Terebowytschi die gleichnamige Landratsgemeinde Samary (Самарівська сільська рада/Samariwska silska rada) im Nordosten des Rajons Ratne.
Am 17. Juli 2020 wurde der Ort Teil des Rajons Kowel.
Folgende Orte sind neben dem Hauptort Samary Teil der Gemeinde:
| Name                     | Name           | Name                                    | Name              | Name |
| ukrainisch transkribiert | ukrainisch     | russisch                                | polnisch          |      |
| ------------------------ | -------------- | --------------------------------------- | ----------------- | ---- |
| Beresnyky                | Березники      | Березники (Beresniki)                   | Bereźniki         |      |
| Borowucha                | Боровуха       | Боровуха                                | Borowucha         |      |
| Brodjatyne               | Бродятине      | Бродятино (Brodjatino)                  | Brodziatyn        |      |
| Chabaryschtsche          | Хабарище       | Хабарище (Chabarischtsche)              | Chaboryszcze      |      |
| Holowyschtsche           | Головище       | Головище (Golowischtsche)               | Hołowiszcze       |      |
| Jasawni                  | Язавні         | Язавни                                  | Jazownia          |      |
| Kosowata                 | Козовата       | Козовата                                | Kozowata          |      |
| Male Orichowe            | Мале Оріхове   | Малое Орехово (Maloje Orechowo)         | Orzechowo Małe    |      |
| Meschyssyt               | Межисить       | Межисыть (Meschissyt)                   | Meżysyt           |      |
| Pidjasiwni               | Під'язівні     | Подъязовни (Podjasowni)                 | Podjazownia       |      |
| Potschapy                | Почапи         | Почапы                                  | Poczapy           |      |
| Saluchiw                 | Залухів        | Залухов (Saluchow)                      | Załuchów          |      |
| Salyssyzja               | Залисиця       | Залисица (Salissiza)                    | Zalisiszcze       |      |
| Samary-Orichowi          | Самари-Оріхові | Самары-Ореховые (Samary-Orechowyje)     | Samary-Orzechowe  |      |
| Sanywske                 | Занивське      | Занивское (Saniwskoje)                  | Zaniwka           |      |
| Saprypjat                | Заприп'ять     | Заприпять (Sapripjat)                   | Zaprypeć          |      |
| Schytynska Wolja         | Щитинська Воля | Щитынская Воля (Schtschitynskaja Wolja) | Wólka Szczytyńska |      |
| Terebowytschi            | Теребовичі     | Теребовичи (Terebowitschi)              | Terebowicze       |      |